# SOR Libchavy
SOR Libchavy spol. s r. o. — чешская автобусная фирма из города Либхавы, производящая автобусы с 1993 года.
Свою продукцию SOR изготовляет преимущественно для Чехии и Словакии, а также экспортирует в Венгрию, Польшу, Германию, Сербию, Черногорию, Украину и Россию. Имеются сборочные предприятия в Венгрии (фирма Kravtex) и Польше. SOR является второй после Karosa автобусной фирмой Чехии. 

## История
SOR (аббревиатура названия предприятия до приватизации: Sdružení opravárenství a rozvoje, с чеш. — «Организация по ремонту и производству») до 1991 года занималось производством сельхозтехники. 
1993 года завод перешёл к производству автобусов экономкласса для стран Восточной Европы. Удешевление продукции достигается широкой унификацией модельного ряда. К 2015 году было выпущено примерно 5500 автобусов, из которых 3500 изготовлено для Чехии.

## Модельный ряд
- SOR LC 7.5 — компактный междугородный автобус, выпускающийся с 1993 года, длиной 7,5 метров, с 26 сиденьями. Двигатель Iveco 8040.45.
- SOR LC 9.5 — автобус среднего класса (выпуск с 1997 г.), длиной 9,5 метров, мест для сидения — 37. Двигатель Iveco F4 AE 0682C.
- SOR LH 10.5 — междугородный автобус (выпуск с 2000 г.), длиной 10,6 м, с 46 сиденьями.
- SOR BN 12 — городской автобус (выпуск с 2003 г.), выполнен по оригинальной низкопольной схеме, где уровень пола опущен только в передней части автобуса, а крыша соответственно, приподнята в задней части, так как задний мост не портальный, а стандартный Iveco. Длина 11.7 м, 40 сидений, двигатель Iveco Tector NEF.
- SOR CN 12 — пригородный автобус (выпуск с 2003 г.), длина 11,7 м, 40 сидений, двигатель Iveco Tector NEF.
- SOR C 12 — междугородный автобус (выпуск с 2003 г.), длина 11,7 м, 50 сидений, двигатель Iveco Tector NEF.
- SOR NC 18 — городской сочленённый автобус длиной 18 м.

Также на базе автобусов SOR NB 12 и SOR NB 18 c 2010 года выпускаются троллейбусы Шкода-30Тр и Шкода-31Тр, соответственно.